# 2002 en Belgique
Chronologie de la Belgique
- 1998
- 1999
- 2000
- 2001
- 2002
- 2003
- 2004
- 2005
- 2006

Cette page recense des événements qui se sont produits durant l'année 2002 en Belgique.

## Chronologie

### Janvier 2002
- 1er janvier : 
  - Introduction des pièces et billets en euros.
  - Entrée en vigueur de l'arrêté royal signé le 21 décembre 2001, réformant l'armée belge en la divisant en quatre composantes.

### Mars 2002
- 1er mars : les pièces et billets en francs belges perdent leur cours légal. L'euro devient la seule monnaie acceptée en Belgique.

### Octobre 2002
- 22 octobre : explosion à la cokerie d'Ougrée de l'entreprise Cockerill-Sambre (Arcelor). On dénombre trois morts et une trentaine de blessés.
- 30 octobre : première mission du spationaute belge Frank De Winne en tant qu'ingénieur de vol à bord du Soyouz TMA-1 vers la station spatiale internationale.

### Novembre 2002
- 10 novembre : retour sur terre de Frank De Winne.

### Décembre 2002
- 15 décembre : mise en service de la ligne à grande vitesse 2, reliant Louvain à Ans.

## Culture

### Littérature
- Prix Rossel : Xavier Deutsch, La belle étoile (Le Castor Astral).

## Sciences
- Prix Francqui : Peter Carmeliet (sciences médicales, KULeuven).

## Statistiques
- Population totale au 1er janvier 2002 : 10 309 725 habitants[1].